# Mait Carrasco i Pastor
Mait Carrasco i Pastor (Molins de Rei, 1943 - Barcelona, 9 de setembre de 1997) va ser una lluitadora independentista catalana.

## Biografia
Tot i haver-se llicenciat en Química, es dedicà a la correcció lingüística, primer a Edicions 62, a Edhasa i després a la Gran Enciclopèdia Catalana, a la secció de redacció, correcció i muntatge i després a lexicografia, on va ser coautora del Diccionari manual de la llengua catalana.
Carrasco va militar al Partit Socialista d'Alliberament Nacional Provisional des de l'any 1974 i, posteriorment, a Independentistes dels Països Catalans. A causa del seu compromís va patir la repressió policial de prop: el desembre de 1981 va ser detinguda junt amb 23 militants independentistes de Barcelona, Esplugues de Llobregat, Reus, Manresa i València, als quals se'ls va aplicar la «Llei Antiterrorista». Carrasco i els altres detinguts van ser alliberats vuit dies després sense càrrecs (menys Pere Bascompte i Jaume Llussà que van ingressar a presó). El Mando Unico de la Lucha Antiterrorista justificà les detencions per estar «presumptament implicats en activitats terroristes». L'operació va ser unes de les primeres relacionades amb l'organització Terra Lliure. Es tractava de la major operació contra el moviment independentista fins aquell moment.
El març de 1982 tornà a ser detinguda i empresonada durant un mes i mig a la presó del barri de la Trinitat Vella de Barcelona, junt amb cinc militants més, les germanes Eva i Blanca Serra, Carles Castellanos, Ramon Pelegrí i Teresa Lecha, tots acusats d'«apologia de la rebel·lió» per portar una pancarta amb el lema «Independència» en una manifestació contra la LOAPA.
Va morir als 54 anys d'edat víctima d'un càncer.